# María Dueñas

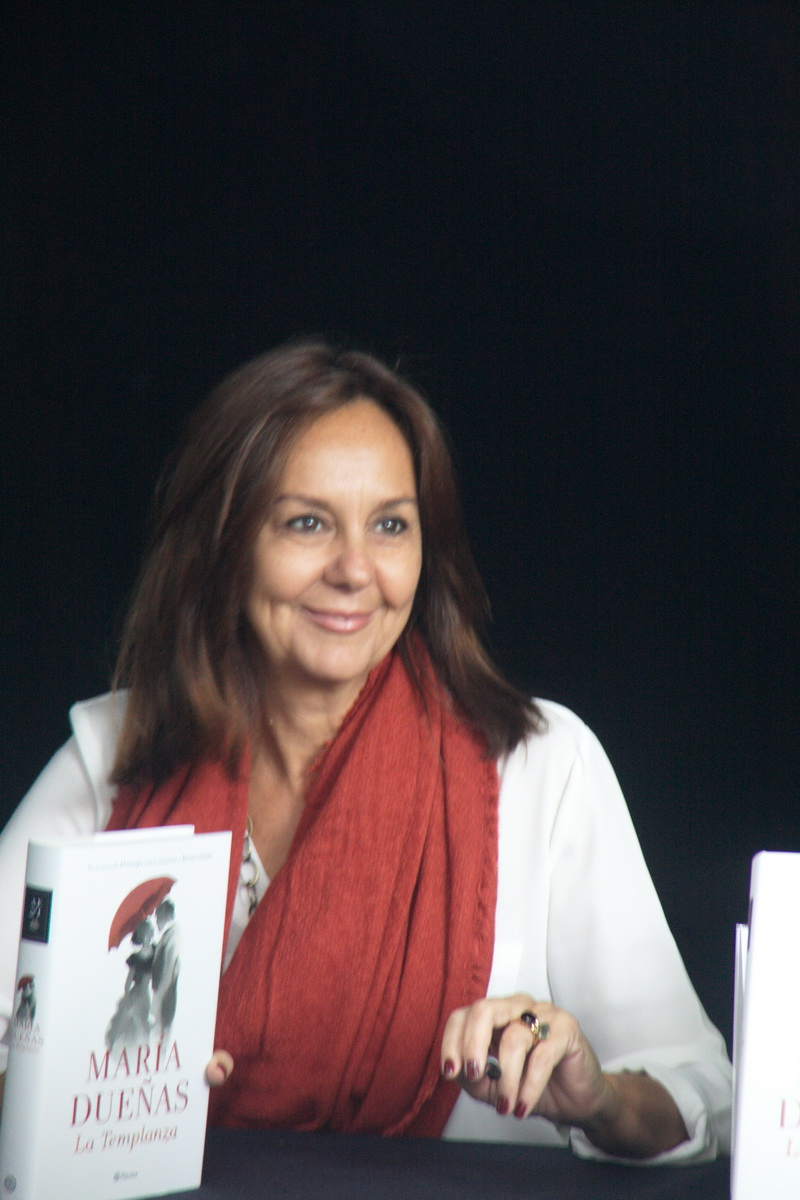
María Dueñas se svojí novou knihou La Templanza (2015)

María Dueñas Vinuesa, Ph.D. (* 1964, Puertollano, provincie Ciudad Real) je současná španělská spisovatelka.

## Biografie
Roku 1997 získala doktorát z anglické filologie a od roku 1991 vyučuje na univerzitě v Murcíe.
Ve svojí knize Čas mezi šitím literárně zpracovala příběh Juana Luise Beigbedera, bývalého španělského ministra zahraničních věcí za vlády diktátora Francisca Franca.

## Dílo
V roce 2015 vydala knihu s názvem La Templanza.

### České překlady
- El Tiempo entre costuras, 2009 (česky Čas mezi šitím, 1. vyd. Brno: Jota, 2014. 673 S. Překlad: Simoneta Dembická)
- Misión Olvido, 2012 (česky Mise zapomnění, 1. vyd. Brno: Jota, 2015, 445 S. Překlad: Simoneta Dembická)

### Ocenění
- 2011 – Premio Cartagenera del Año 2011[7]